# 北京学校
39°53′28″N 116°44′38″E / 39.891246°N 116.743807°E
北京学校是北京市教育委员会直属的十二年一贯制学校，位于北京市通州区潞城镇大营村东侧。
北京学校规划48个小学班、30个初中班、30个高中班，总招生规模为108个班，预计提供3000余个学位。
北部为小学部、南部为中学部，两者中间建设共享区，共享区内建设体育中心、文化交流中心、艺术中心，双休日将面向市民开放。

## 历史
北京学校筹建时名为中国人民大学附属中学通州学校，2018年6月6日更名为北京学校，是北京大学、北京小学、北京中学后第四个以“北京”命名的学校。
2018年8月18日，北京学校小学部开工，2019年建成招生。2019年3月8日，北京学校共享区和中学部工程破土动工。中学部预计在2021年9月正式启用。